# Entre Rios de Minas
Entre Rios de Minas est une municipalité brésilienne de l'État du Minas Gerais et la microrégion de Conselheiro Lafaiete.